# Гроснойгаузен
Гроснойгаузен (нім. Großneuhausen) — громада в Німеччині, розташована в землі Тюрингія. Входить до складу району Земмерда. Складова частина об'єднання громад Келледа.
Площа — 11,87 км2. Населення становить 628 ос. (станом на 31 грудня 2021).